# Ahmed Hamdy
Ahmed Hamdi Hussein Hafez (El Cairo, 10 de febrero de 1998), conocido deportivamente como Ahmed Hamdy, es un futbolista egipcio que juega como centrocampista ofensivo en el Club de Foot Montréal de la Major League Soccer de los Estados Unidos y Canadá.

## Trayectoria

### Al-Ahly
Hamdy es canterano del Al-Ahly. El 18 de diciembre de 2015, hizo su debut con el Al-Ahly en un partido de la Premier League de Egipto 2015-16 contra el Smouha Sporting Club bajo la dirección de José Peseiro. Fue titular en el partido antes de ser sustituido en la segunda parte.

### Club de Foot Montréal
El 4 de febrero de 2021 se unió al Club de Foot Montréal de la Major League Soccer en calidad de préstamo para la temporada 2021. El 19 de octubre de 2021 el Montréal anunció que había ejercido su opción de compra sobre el jugador.